# 白炎波
白炎波（1918年—1994年），原名应武，男，陕西清涧人，中华人民共和国政治人物，曾任中共山东省委组织部副部长，省委常委，山东省政协副主席。